# Цунку
Цу́нку (яп. つんく♂ Цунку, полное имя Мицуо Тэрада (яп. 寺田 光男 Тэрада Мицуо), род. 29 октября 1968 года в Хигасиосаке, префектура Осака, Япония) — японский музыкальный продюсер, композитор, поэт-песенник и певец.
Добившись популярности в Японии как вокалист рок-группы Sharam Q, Цунку сейчас наиболее известен в качестве продюсера и автора песен идол-группы Morning Musume, а также других групп и солистов в составе Hello! Project.

## Биография
В декабре 1988 году Цунку вместе с Хатакэ, Макото, Тайсэем и Сю основал группу Sharam Q, в которой стал вокалистом. Их первый сингл вышел в 1992 году, но только с четвёртым группе удалось попасть в Топ 50 Орикона. В 1994 году сингл «Single Bed», их шестой, заглавная песня с которого была использована в аниме DNA², вошёл в первую десятку, причём его продажи превысили миллион экземпляров. С тех пор группа прочно закрепилась в Топ 10: следующий сингл продался ещё большим тиражом, достигнув при этом второго места в чартах, а в 1996 году с 11-м синглом они возглавили список.
Первой песней, которую Цунку спродюсировал, была «Ashita ga Kuru Mae ni» в исполнении FUJIWARA в 1994 году.
В 1997 году в вечернем телевизионном шоу ASAYAN группа Sharam Q проводила прослушивания с целью подбора девушки-вокалистки (яп. シャ乱Q女性ロックヴォーカリストオーディション). Как показало время, наиболее важным результатом конкурса стала не победа в нём Хэйкэ Митиё, а создание группы Morning Musume из пяти финалисток. После окончания конкурса Цунку предложил пяти девушкам: Юко Накадзаве, Нацуми Абэ, Каори Ииде, Ае Исигуро и Асуке Фукуде сформировать группу Morning Musume и пообещал продюсировать её, если им удастся продать дебютный независимый сингл в количестве 50 тысяч экземпляров за 5 дней промомероприятий. Девушкам удалось достигнуть цели за 4 ноябрьских дня.
Фан-клуб Митиё Хэйкэ, которая в итоге не стала вокалисткой Sharam Q, а начала под продюсерством Цунку сольную карьеру, и Morning Musume, выпустившей в начале 1998 года свой первый официальный сингл, получил название «Hello!», а позже весь разросшийся коллектив девушек-идолов стал называться «Hello! Project».
Хотя популярность Hello! Project сейчас не такая, как на пике в 1999—2001 годах, когда Morning Musume царили на первых строчках хит-парадов, а Цунку произвёл на свет в числе прочих такие хиты, как «LOVE Machine» и «Renai Revolution 21», но написанные им песни проекта, включающего в настоящее время, помимо Morning Musume, группы Berryz Kobo, °C-ute, S/mileage, солистку Эрину Мано и ю́нит Buono!, стабильно попадают в первую десятку и имеют большое число преданных фанов.
Вне Hello! Project, Цунку также основал свой собственный лейбл звукозаписи, организовал ещё одну гёрл-группу, Nice Girl Project, а также периодически записывает сольные работы. Например, Цунку — композитор первого хита номер 1 Аюми Хамасаки «LOVE ~Destiny~», вышедшего в 1999 году и включавшего также трек его дуэта с Аюми.
В 2006 году Цунку женился на 25-летней бывшей модели Канако Идэмицу (яп. 出光 加奈子). В 2008 году у них родились близнецы, мальчик и девочка, а 16 марта 2011 года третий ребёнок, девочка.

## Дискография

### Sharam Q

#### Синглы
| №  | Название                                                                    | Дата            | Место              | Примечания                |
| №  | Название                                                                    | Дата            | Орикон             | Примечания                |
| -- | --------------------------------------------------------------------------- | --------------- | ------------------ | ------------------------- |
| 1  | «18-kagetsu» (яп. 18ヶ月)                                                   | 22 июля 1992    | Не попали в список |                           |
| 2  | «Tottemo Merry-Go-Round» (яп. とってもメリーゴーランド)                     | 24 февраля 1993 | Не попали в список |                           |
| 3  | «Tomodachi wa Imasu ka» (яп. 友達はいますか)                                | 8 мая 1993      | Не попали в список |                           |
| 4  | «Joukyou Monogatari» (яп. 上・京・物・語)                                   | 21 января 1994  | 47                 |                           |
| 5  | «Koi o Suru dake Muda Nante» (яп. 恋をするだけ無駄なんて)                   | 27 июля 1994    | 28                 |                           |
| 6  | «Single Bed» (яп. シングル・ベッド Сингуру Бэддо)                           | 21 октября 1994 | 9                  | 1-й сингл, прод. > 1 млн. |
| 7  | «Zurui Onna» (яп. ズルい女)                                                 | 3 мая 1995      | 2                  | 2-й сингл, прод. > 1 млн. |
| 8  | «Sora o Mina yo» (яп. 空を見なよ)                                           | 23 августа 1995 | 3                  |                           |
| 9  | «My Babe Kimi ga Nemuru made» (яп. My Babe 君が眠るまで)                    | 21 октября 1995 | 3                  |                           |
| 10 | «Iiwake» (яп. いいわけ)                                                     | 24 апреля 1996  | 3                  |                           |
| 11 | «Namida no Kage» (яп. 涙の影)                                               | 24 июля 1996    | 1                  | 1-й сингл номер 1         |
| 12 | «NICE BOY!»                                                                 | 14 ноября 1996  | 4                  |                           |
| 13 | «Sonna Mon Darou» (яп. そんなもんだろう)                                    | 16 апреля 1997  | 3                  |                           |
| 14 | «Power Song» (яп. パワーソング Пава: Сонгу)                                 | 21 августа 1997 | 10                 |                           |
| 15 | «Tokai no Melody» (яп. 都会のメロディー)                                    | 18 февраля 1998 | 7                  |                           |
| 16 | «Tameiki» (яп. ためいき)                                                    | 13 мая 1998     | 13                 |                           |
| 17 | «Ai Just on my Love» (яп. 愛 Just on my Love)                               | 7 октября 1998  | 10                 |                           |
| 18 | «Kimi wa Majutsushi?» (яп. 君は魔術士?)                                     | 17 февраля 1999 | 24                 |                           |
| 19 | «Shin Raamen Daisuki Koike-san no Uta» (яп. 新・ラーメン大好き小池さんの唄) | 23 марта 2000   | 23                 |                           |
| 20 | «Aruiteru» (яп. 歩いてる)                                                   | 29 ноября 2006  | 23                 |                           |

#### Альбомы
| № | Название                                                                              | Дата             | Место              |
| № | Название                                                                              | Дата             | Орикон             |
| - | ------------------------------------------------------------------------------------- | ---------------- | ------------------ |
| 1 | Sakuretsu! Henachoco Punch (яп. 炸裂!へなちょこパンチ)                                | 23 сентября 1992 | Не попали в список |
| 2 | Urekko e no Michi Juutaichuu (яп. 売れっ子への道 渋滞中)                              | 24 марта 1993    | Не попали в список |
| 3 | Lost Time (яп. ロスタイム Росуто Тайму)                                               | 23 февраля 1994  | 39                 |
| 4 | Rettoukan (яп. 劣等感)                                                                | 2 ноября 1994    | 25                 |
| 5 | Gambler (яп. 勝負師（ギャンブラー） Гянбура:)                                         | 27 июля 1994     | 2                  |
| — | Single Best 10 Omaketsuki (яп. シングルベスト10★おまけつき★)                          | 29 июня 1996     | 2                  |
| 6 | GOLDEN Q                                                                              | 18 декабря 1996  | 1                  |
| 7 | Kodoku (яп. 孤独)                                                                     | 25 марта 1998    | 6                  |
| — | Best Album Omaketsuki '96–'99 (яп. ベストアルバム おまけつき '96～'99)                | 25 марта 1999    | 10                 |
| — | BEST OF HISTORY                                                                       | 4 апреля 2001    | 17                 |
| — | Sharam Q Hatachi no Best Album DVD-tsuki (яп. シャ乱Qハタチのベスト・アルバムDVDつき) | 3 декабря 2008   | 139                |
| — | GOLDEN BEST Sharam Q (яп. GOLDEN☆BEST シャ乱Q)                                        | 22 декабря 2010  |                    |

### Соло

#### Синглы
| № | Название                                   | Дата выпуска    |
| - | ------------------------------------------ | --------------- |
| 1 | «LOVE ~Dakiatte~» (яп. LOVE～抱き合って～) | 28 апреля 1999  |
| 2 | «Touch me #1 / Touch me #2 / Touch me #4»  | 3 ноября 1999   |
| 3 | «Suggoi ne!» (яп. すっごいね!)             | 27 февраля 2002 |
| 4 | «To You»                                   | 29 декабря 2010 |

#### Альбомы
| № | Название | Дата выпуска     |
| - | --- | ---------------- |
| 1 | A HARD DAY'S NIGHT (яп. A HARD DAY'S NIGHT つんくが完コピーやっちゃったヤァ!ヤァ!ヤァ! Vol.1)                                                             | 6 декабря 2000   |
| 2 | TAKE1 | 18 февраля 2004  |
| 3 | Type 2 (яп. 3.タイプ2) | 13 июля 2005     |
| 4 | V3 ~Seishun Cover~ (яп. V3～青春カバー～) | 28 июня 2006     |
| — | «Sharam Q ~ Morning Musume» ~Tsunku 15 Years in Entertainment Commemoration Album~ (яп. 「シャ乱Q～モーニング娘。」～つんく♂芸能生活15周年記念アルバム～) | 26 сентября 2007 |
| — | Tsunku Best Work Collection (яп. つんく♂ベスト作品集) | 5 декабря 2007   |